# Kinbergonuphis tenuisetis
Kinbergonuphis tenuisetis är en ringmaskart som först beskrevs av McIntosh 1885.  Kinbergonuphis tenuisetis ingår i släktet Kinbergonuphis och familjen Onuphidae.
Artens utbredningsområde är havet kring Nya Zeeland. Inga underarter finns listade i Catalogue of Life.